# Pseudogonatodes
Genre
Pseudogonatodes est un genre de geckos de la famille des Sphaerodactylidae.

## Répartition
Les espèces de ce genre se rencontrent dans la moitié Nord de l'Amérique du Sud.

## Liste des espèces
Selon The Reptile Database (13 juin 2012) :
- Pseudogonatodes barbouri (Noble, 1921)
- Pseudogonatodes furvus Ruthven, 1915
- Pseudogonatodes gasconi Avila-Pires & Hoogmoed, 2000
- Pseudogonatodes guianensis Parker, 1935
- Pseudogonatodes lunulatus (Roux, 1927)
- Pseudogonatodes manessi Avila-Pires & Hoogmoed, 2000
- Pseudogonatodes peruvianus Huey & Dixon, 1970

## Publication originale
- Ruthven, 1915 : Description of a new genus and species of lizard of the family Gekkonidæ. Occasional Papers of the Museum of Zoology, University of Michigan, n. 19, p. 1-3. (texte intégral).